# Italia en los Juegos Paralímpicos de Geilo 1980
Italia estuvo representada en los Juegos Paralímpicos de Geilo 1980 por un deportista masculino. El equipo paralímpico italiano no obtuvo ninguna medalla en estos Juegos.